# آدم محمد عزالدین
آدم محمد عزالدین (انگلیسی: Adam Mohamed Izz El-Din؛ زادهٔ ۱۹۴۹) بازیکن فوتبال بود.
وی به‌همراه تیم ملی فوتبال سودان در بازی‌های المپیک تابستانی ۱۹۷۲ شرکت کرده‌است.